# Maarten ’t Hart
Maarten ’t Hart (ur. 25 listopada 1944 w Maassluis) – holenderski prozaik.
Ukończył biologię na uniwersytecie w Lejdzie, następnie był pracownikiem naukowym na tym uniwersytecie. Popularność zdobył swoimi powieściami i opowiadaniami o podłożu kalwińskim.

## Twórczość
- Mamun w niedziele (Mammoet op zondag, 1977)
- Ostatnia noc lata (Laatste zomernacht, 1977)
- Miałem towarzysza broni (Ik had een wapenbroeder, 1973)
- Sobotni lotnicy (De zaterdagvliegers, 1981)
- Klucz kulików (Een vlucht regenwulpen, 1978 – polskie wydanie w 1982)
- Zwiastunowie (De aansprekers, 1979)